# Петров, Пётр Михайлович
Пётр Миха́йлович Петро́в (1910—1941) — участник советско-финской и Великой Отечественной войн, командир эскадрильи, майор, Герой Советского Союза.

## Биография
Пётр Михайлович Петров родился в городе Петрозаводске в семье рабочего. Русский.
Окончил 7 классов и школу ФЗУ, работал слесарем в депо железнодорожной станции Петрозаводск.
В РККА с 1929 года. В 1931 году окончил Ленинградскую военно-техническую школу ВВС, служил техником авиаотряда в Московском военном округе. Член ВКП(б) с 1932 года.
В 1936 году окончил Борисоглебскую военно-авиационную школу, продолжил службу лётчиком-истребителем в частях Ленинградского военного округа.
Участник советско-финской войны 1939—1940 годов. Командир эскадрильи 68-го отдельного истребительного авиационного полка 13-й армии Северо-Западного фронта капитан П. М. Петров, выполняя боевое задание, 17 февраля 1940 года совершил посадку на замёрзшее озеро Муола-Ярви и под огнём противника принял на лыжу своего истребителя штурмана с подбитого советского бомбардировщика и вывез его в расположение советских войск. За этот подвиг 7 апреля 1940 года ему было присвоено звание Героя Советского Союза.
На фронтах Великой Отечественной войны с 28 июня 1941 года. Заместитель командира полка в 36-й авиадивизии (г. Киев). Командир 254-го истребительного авиационного полка майор Петров был сбит зенитно-пушечным огнём своих войск 23 ноября 1941 год на станции Алексеевка Курской области.
Похоронен в братской могиле № 18, рядом с центральным гражданским кладбищем в посёлке Уразово Валуйского района Белгородской области.

### Семья
Отец — Михаил Семёнович, рабочий железнодорожного депо. Мать — Наталья Ивановна.
Братья — Александр и Николай (майор в отставке). Сестра — Мария.
Жена — (Жанна Шимовна Чечельницкая) Галина Семёновна Петрова (25.12.1915, Кировоград — 14.12.2008, Москва). Работала фельдшером в спортивном комплексе ЦСКА, замуж больше не выходила. Сын — Анатолий Петров (р. 11.7.1934), подполковник ВВС, военный лётчик 1-го класса.

## Память

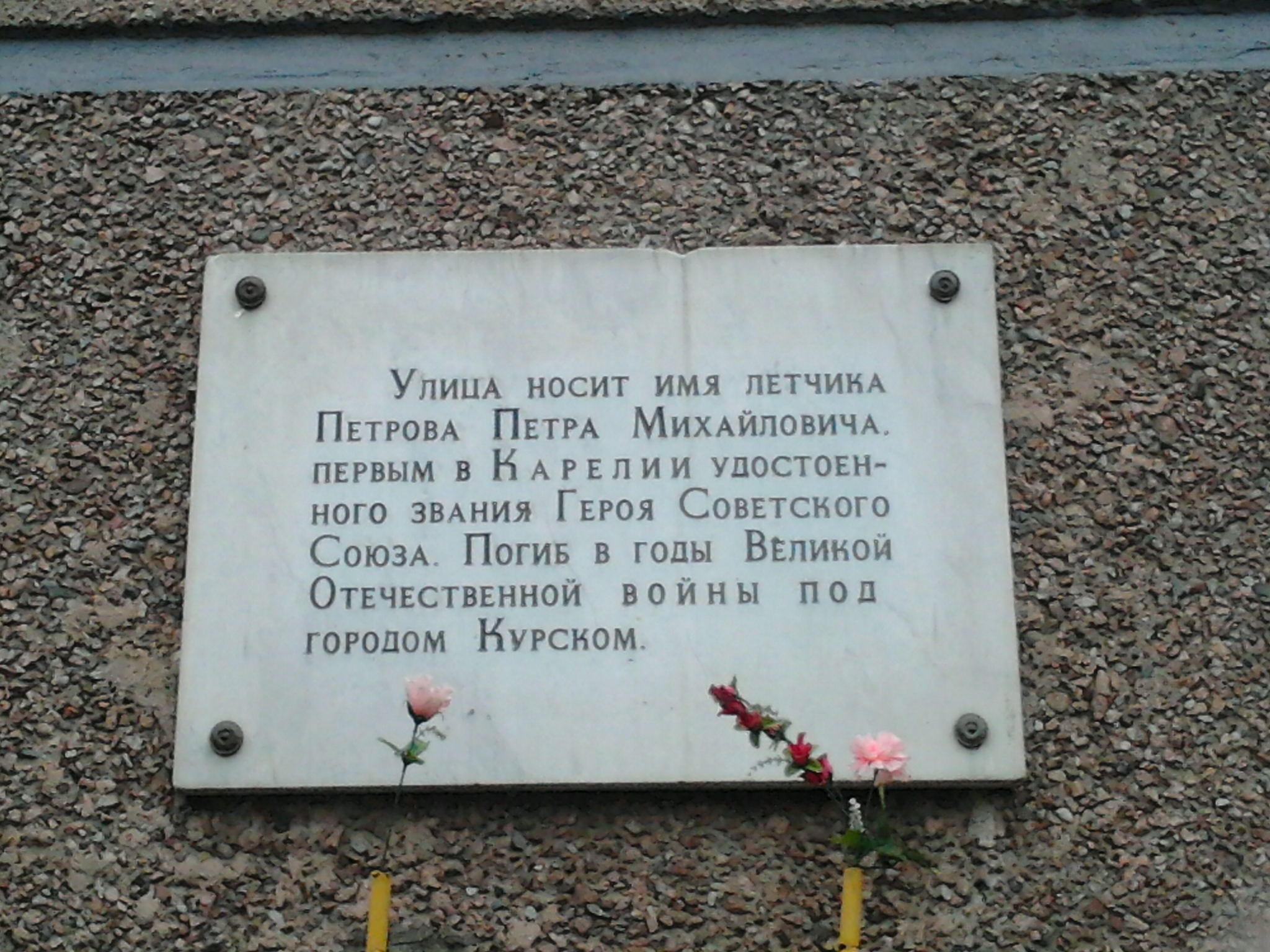
Памятная доска в Петрозаводске

- Память Петра Петрова увековечена в Петрозаводске — в городе имеется улица имени Петрова, установлены мемориальные доски в память о нём на улице имени П. М. Петрова и на территории железнодорожного депо станции Петрозаводск.
- Портрет П. М. Петрова, как и всех 28 Героев Советского Союза — уроженцев Карелии, установлен в Галерее Героев Советского Союза, открытой в 1977 году в столице Карелии городе Петрозаводске, посажено именное дерево на аллее Героев.

## Награды
- Указом Президиума Верховного Совета СССР от 7 апреля 1940 года «за образцовое выполнение боевых заданий командования на фронте борьбы с финской белогвардейщиной и проявленные при этом отвагу и геройство» капитану Петрову Петру Михайловичу присвоено звание Героя Советского Союза с вручением ордена Ленина и медали «Золотая Звезда» (№ 300).
- Орден Красного Знамени (27.12.1941).